# Ask Korea
Ask Korea는 한국의 다양한 경험을 공유하는 온라인 커뮤니티 플랫폼이다. 현재는 주로 한국의 병원을 방문한 외국인 환자들의 후기와, 한국 의료진이 직접 작성한 정보성 글을 중심으로 구성되어 있다.

## 개요
Ask Korea는 한국에 관심 있는 해외 사용자들이 진료 후기, 시술 경험, 의료 정보를 공유할 수 있는 커뮤니티다. 특히, 한국의 병원을 방문한 외국인 환자들이 자신의 실제 치료 경험을 바탕으로 후기를 작성하며, 이는 한국 의료 관광에 관심 있는 이들에게 참고 자료로 활용된다.
또한 한국의 의사들이 직접 참여해 정보성 글이나 Q&A를 제공함으로써, 단순 후기 이상의 전문적인 정보도 얻을 수 있도록 구성되어 있다.

## 주요 특징
- 실제 외국인 환자 후기 기반 콘텐츠
- 의료 전문가의 정보 제공: 시술 과정, 의료 시스템, 사전·사후 관리 등에 대한 글 포함
- 병원·시술별 후기 검색 및 열람 기능

## 목적
이 플랫폼은 한국에 대한 관심, 특히 의료 관광에 대한 관심이 있는 외국인들이 더 많은 정보에 접근할 수 있도록 돕는다. 중개 플랫폼이 아닌 정보 공유 중심 커뮤니티로 운영된다.

## 이용 대상
- 한국의 병원·시술을 고려 중인 외국인
- 이미 한국에서 진료받은 경험을 공유하고자 하는 외국인 사용자
- 한국 의료 정보를 전달하고자 하는 의료 전문가